# 陳爵 (法官)
陳爵，BBS，BH（英語：Christopher Chan Cheuk，1941年3月30日—），前香港高等法院司法常務官。他是一位獲認可的律師，1996年1997年擔任香港律師會會長，1998年加入政府司法機關，2000年獲委任為司法常務官至2007年退休。陳爵任職司法界要職前曾是保良局總理兼副主席。

## 背景

### 早年生活
陳爵畢業於喇沙小學（1953年小六），就讀初中時入讀位於山頂漆咸徑的策文書院，1959年及1961年分別畢業於拔萃男書院中五及中七年級。他於1961年考入香港大學，1964年完成文學士學位。在校時雙修歷史學和哲學，並以二級榮譽畢業，繼而於1967年再在香港大學修畢哲學碩士課程。後來他於1970年負笈英國倫敦私立法律學院（現為法律大學）蘭卡斯特大門（Lancaster Gate）分校攻讀法律文憑，1970年11月在香港取得事務律師資格，且入職胡關李羅律師行，1980年升為律師行合夥人。在1970年代正值貪污問題嚴重時期，陳爵支持成立廉政公署。

### 事業發展
及後，陳爵於1974年獲英格蘭及威爾斯司法管轄區認許為律師，當年當了律師數年的他便遇上涉及國家級政治敏感議題案件 ─ 以見證人身份協助張潤佩到港領回父親，即在港離奇死亡的1949年廈門戰役戰俘、原國民黨軍第68軍政工處上校處長張鐵石的遺體回台北辦喪事，同步與大律師張健利一同向高等法院申請撤銷張氏領取遺體的禁制令。陳爵到了1980年代開始涉足更多慈善工作，不但在1985年至1986年就任九龍塘獅子會會長，亦於1984年至1986年出任保良局總理，1986年至1987年改任該局董事局第五副主席。鑑於在青年、社會及慈善事務方面貢獻不少，他於1991年6月獲頒授英女皇榮譽獎章（Badge of Honour），以作嘉許。此前六四事件於1989年發生後，他決定移居加拿大生活，1990年到加國約克大學 Osgoode Hall Law School 進修兩年制法學碩士學位，1992年獲得當地許可的大律師和事務律師資格。

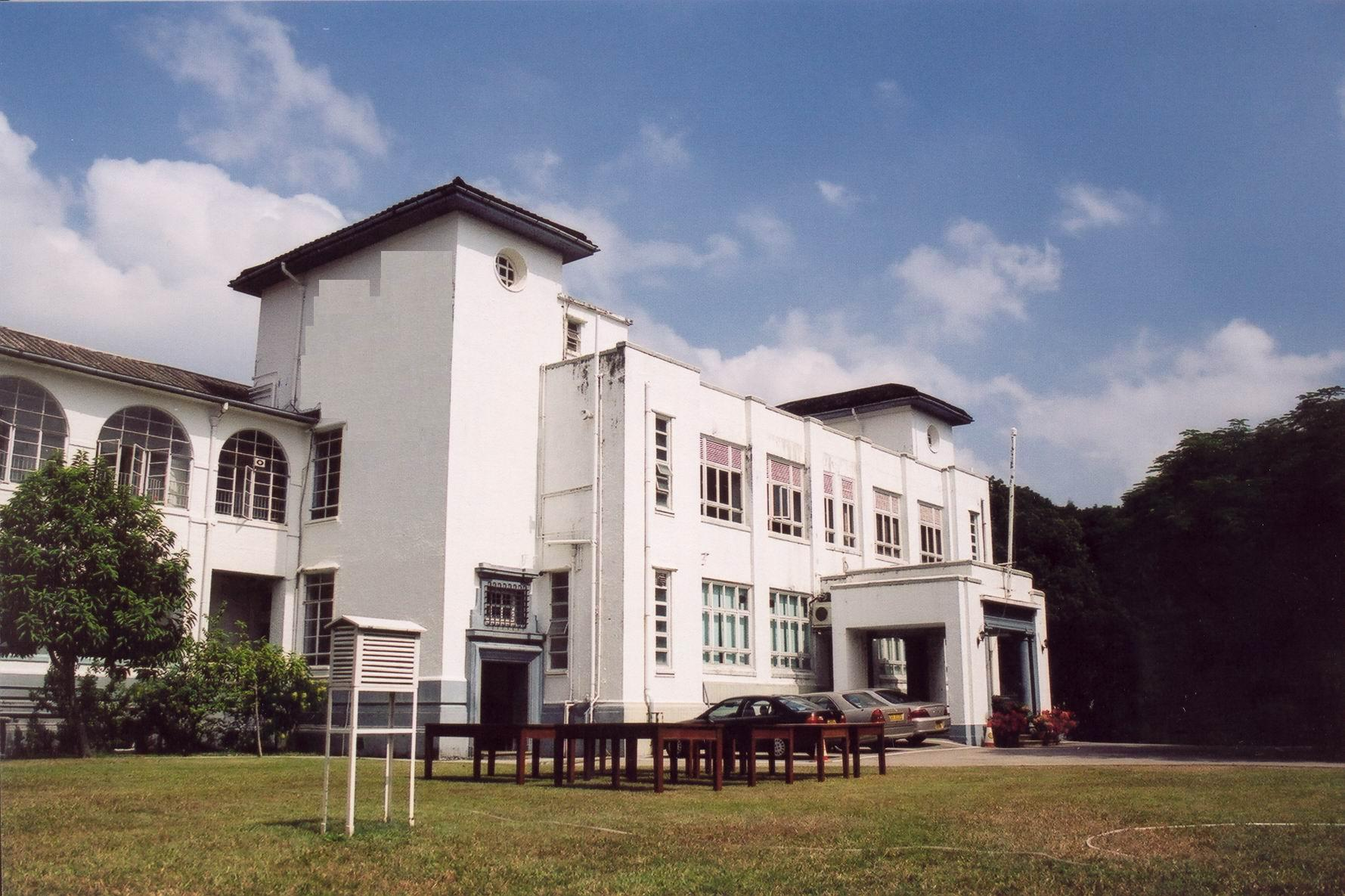
陳爵就讀中學時的母校─拔萃男書院

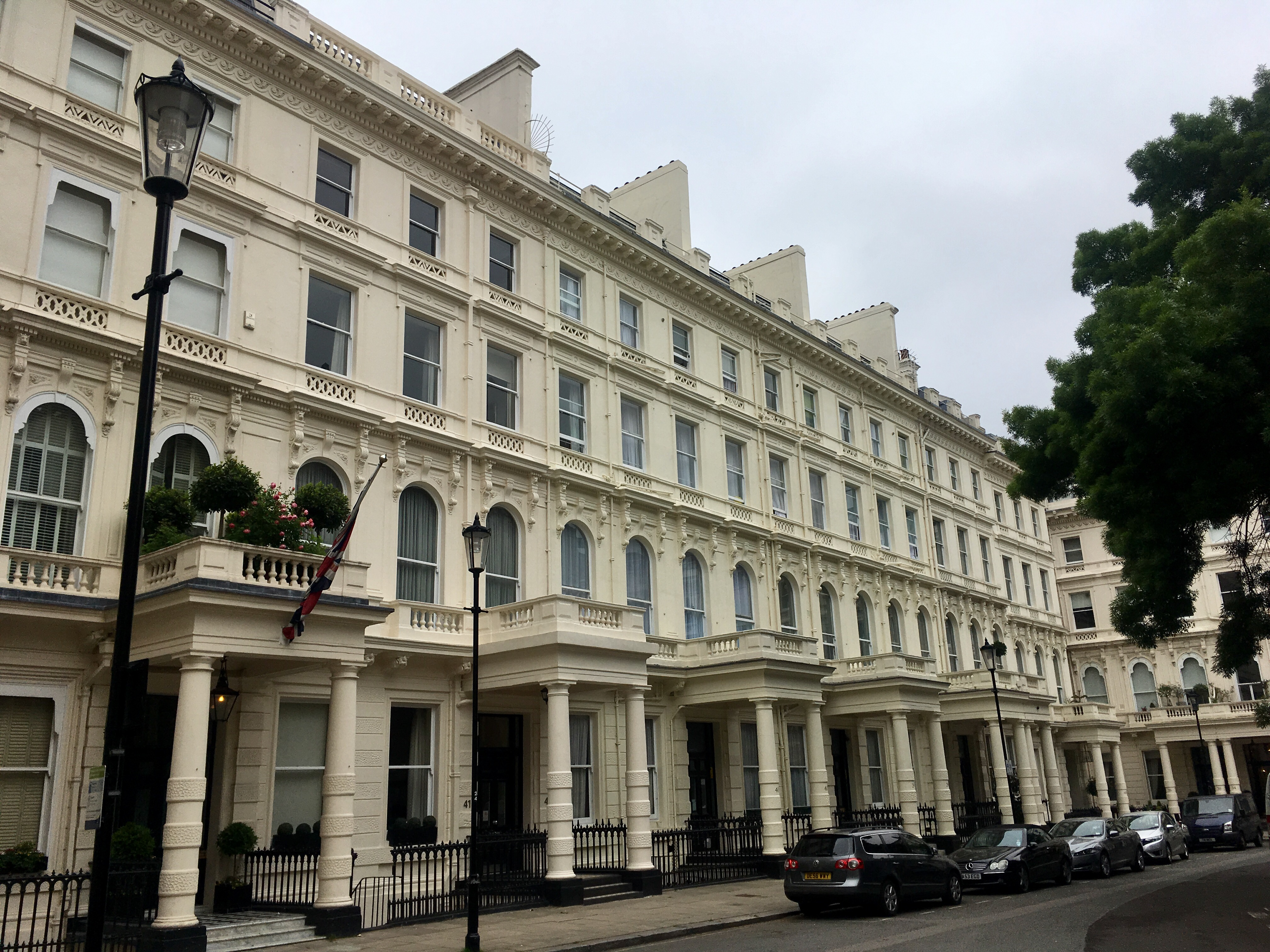
位於英國西敏市的私立法律學院蘭卡斯特大門分校（33, Lancaster Gate W2）本為該學院創立時3所院校的其中一所。它在1970年2月被列入英國二級歷史建築 ─ 36-42, Lancaster Gate W2，但因法律學院於1993年開設布魯姆斯伯里（Bloomsbury）新分校而將蘭卡斯特大門校賣出。陳爵為蘭卡斯特大門校的舊生。

1994年為了回饋香港和維護法制，他返港發展事業。他儘管遷居外地，卻一直與胡關李羅律師行保持合作關係，此後還再次活躍於香港司法界。自1994年重新加入香港律師會以來曾經牽頭創立香港產業交易法律學會，1996年5月當選該會副會長，翌年更當選會長。當選會長未幾隨即著手處理中國大陸爛尾樓樓花衍生出來的法律問題。及至1997年5月，陳爵打算專注於應付其律師行業務，如是不尋求連任會長一職。他同一時期獲時任香港終審法院首席法官李國能邀請，於1997年8月11日至9月19日出任區域法院暫委法官。
陳爵轉戰司法機關前是胡關李羅律師行的高級合夥人，曾於1996年間接捲入劉慧卿跟新華通訊社香港分社的紛爭。事緣香港立法局議員劉慧卿於1996年根據《個人資料（私隱）條例》中「個人資料使用者必須在四十天內回覆是否持有查詢者個人資料」的規定，向原新華社香港分社（中聯辦）社長周南提出查詢，然而新華社一年後才回覆，劉氏遂興訟控告新華社香港分社。其時陳爵義務建議劉慧卿以個人身份向法院控告已接替周南的社長姜恩柱，最後引發以文匯報為首的左派報章對她大力抨擊。而劉慧卿本人也幾乎成為香港首位遭到申請破產的立法會議員。
另一方面，陳爵於1998年4月參與選舉委員會界別分組選舉，最終當選成為法律界代表委員，同年11月2日正式加入香港司法機構出任區域法院法官。他於1999年至2000年署任終審法院司法常務官時，由於拒批超過5000宗新移民人士為爭取香港居留權去申請法律援助的個案，結果令坊間對其餘4000多個相關個案會被移除產生疑慮。其後他於2000年10月起獲委任為高等法院司法常務官，直至2007年7月31日退休，由法官歐陽桂如於8月1日接掌其崗位。同年他基於熱心服務司法機構和社會的傑出表現而獲香港特別行政區政府授予銅紫荊星章。
陳爵任內接觸多項成了社會新聞話題的事件，諸如2005年處理過公共屋邨住戶盧少蘭透過官司阻止領匯上市敗訴後，向法律援助署覆核委員會提出上訴一事。2006年梅艷芳兄長梅啟明興訟爭奪梅艷芳遺產和向養和醫院索償，陳爵駁回他有關上訴。2007年6月又主理有「香港蝶后」之稱的游泳運動員劉敬亭與其母親的物業糾紛。其離開司法機構前跟進的最後一個受公眾注目的案件是2007年2月死因庭就石圍角邨梁成恩、港景峰行人隧道曾國恒及荃灣麗城花園巴籍恆生銀行護衛員之死因展開的研訊。當時徐步高家人在申請法援被拒之下不服上訴，陳爵於是主審高等法院聆訊。

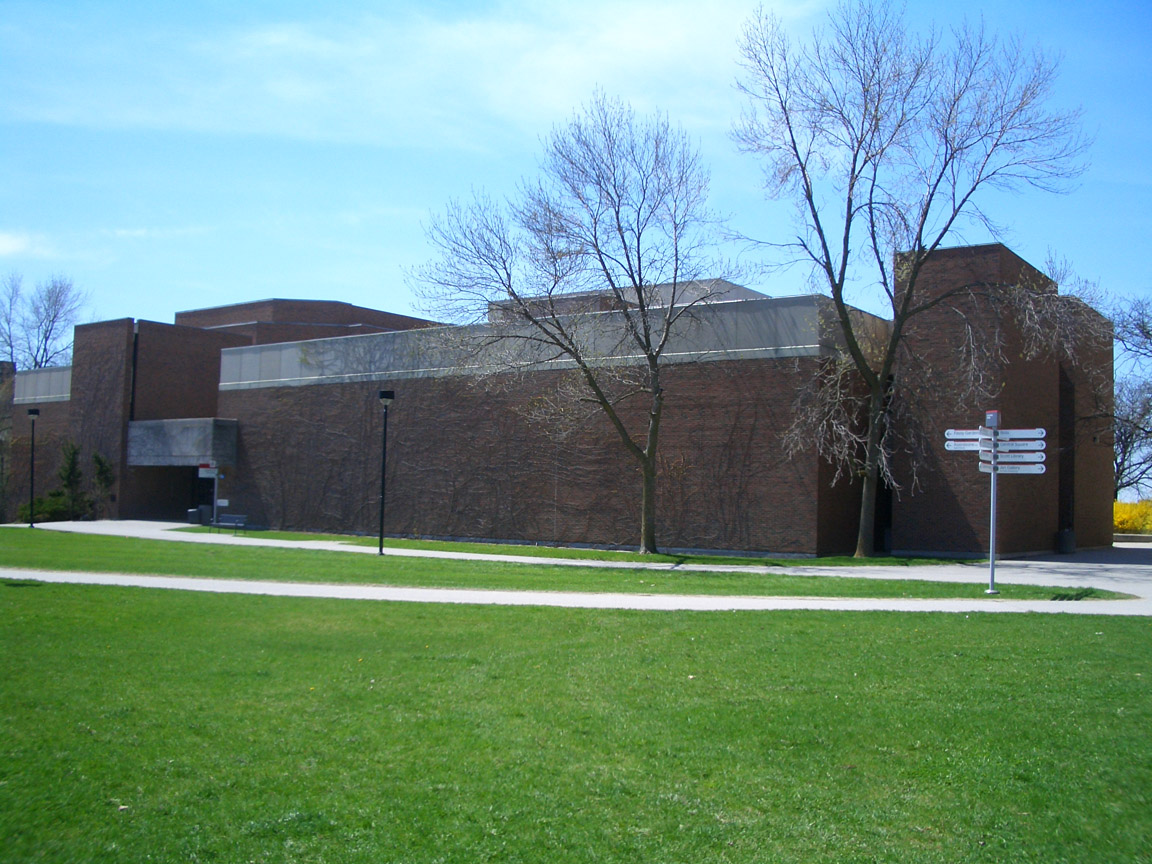
1990年至1992年，陳爵於加拿大約克大學 Osgoode Hall Law School 深造法律學位。

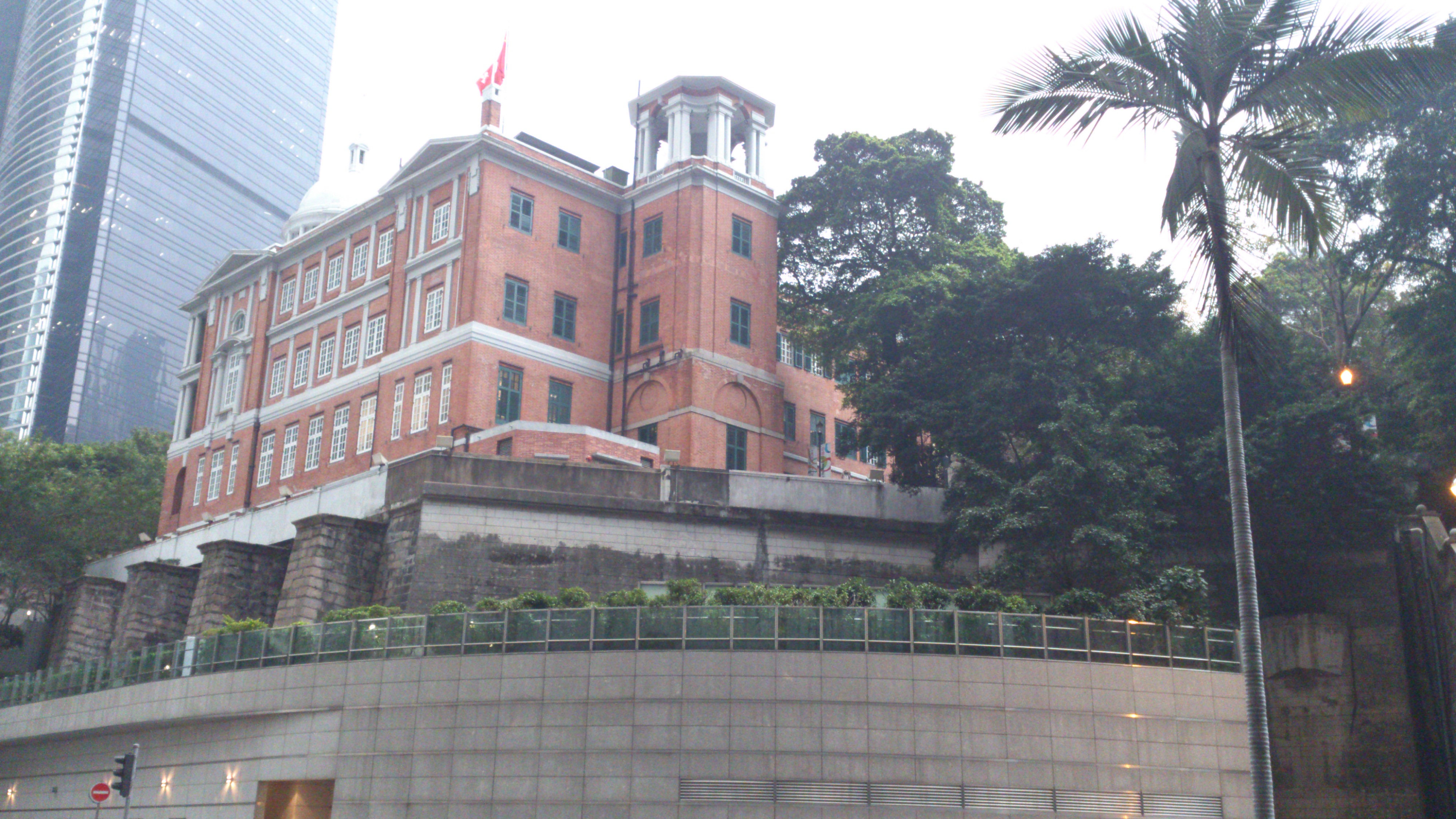
陳爵曾於1999年至2000年短暫署任香港終審法院司法常務官

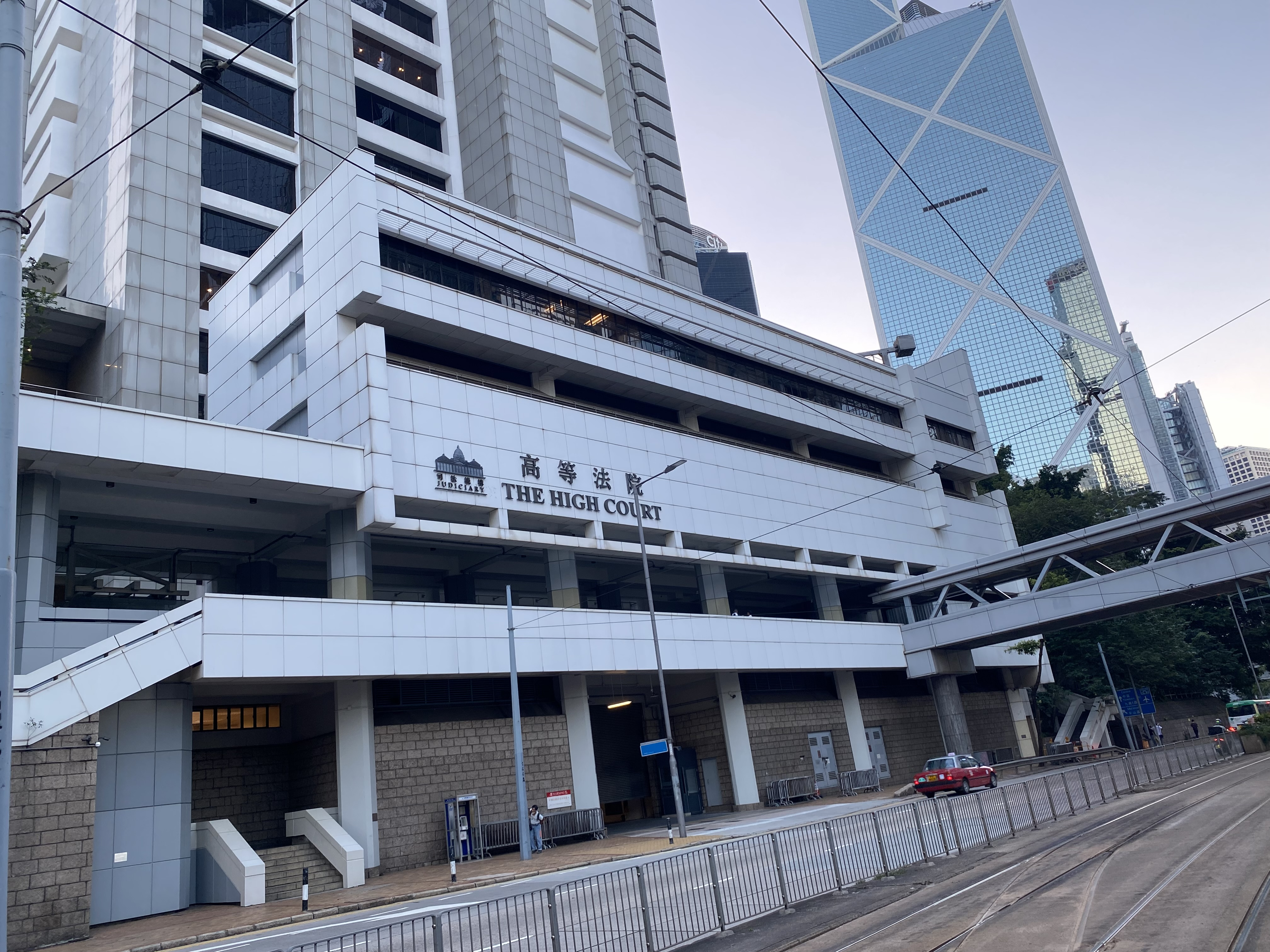
2000年至2007年間，陳爵繼法官朱芬齡之後被委任為香港高等法院第2任司法常務官

退休後，陳爵被委以公職，先後擔任律政司法律教育及培訓常設委員會主席（2007年至2011年）、行政署市政服務上訴委員會主席（2007年至2010年）、行政署行政上訴委員會主席（2009年至2012年）、工業貿易署投標投訴審裁組織主席（2010年至2012年）、屋宇署建築物上訴審裁小組主席（2015年至2021年）以及保安局監管下釋囚委員會主席（2016年至2022年）。此外，陳爵於2011年通過遴選列入香港律師會榮譽名冊。2014年2月東華學院牽涉懷疑利益輸送事件，他擔任獨立調查委員會主席調查校方管理層批出採購法律服務合約的程序問題。

### 其他資料
陳爵在法律界以外多參與商業投資活動。他是前新景豐發展有限公司、東方報業集團（1987年至1998年）、太興置業有限公司（1987年至1998年）、和興白花油藥廠有限公司（1991年至1998年）、傳呼服務公司星光傳訊（1990年至1995年）、百營環球資源控股有限公司（1996年至1998年）以及耀滿投資有限公司（Truebright Investments Limited）的主要股東或董事。
1979年起，陳爵是跟北京中央政府持相反立場的政治評論月刊，《九十年代》（前稱《七十年代》）其中一位主理董事兼投資者。

## 觀點立場
政治上，陳爵有鑑於1950年代至1980年代中國內地發生的連串政局動盪情況，他認為每當群眾運動出現，內地就會不顧法紀，欠缺法治。另外雖然不喜歡中國政府及其政治系統，又不接受一國兩制，他仍對此概念有信心，而且覺得不會產生「權大於法，政大於法」的情況。同時隨著更多香港律師北上執業，他不同意律師會會因某個派別的取向而放棄與內地的溝通橋樑，亦期望律師會將來能夠加強跟大陸司法機關的交流。由此他反對「煽獨派」勢力佔據香港律師會理事會大部分席位，以免妨礙香港執業律師融入大灣區發展。
2005年，傳媒人程翔涉嫌干犯間諜罪而被扣留；陳爵與麥齊光、陳坤耀、王䓪鳴、蔡素玉、劉迺強等逾400名香港大學校友向時任國家主席胡錦濤發出聯署公開信。除了表達關注之外，也促請中央政府公平公正、公開合法地看待程翔案件。

## 個人生活
陳爵已婚，婚後與妻子育有兩名兒子。

## 參與節目
- 1985年：《新聞透視》 〈商業罪案審訊法案〉（5月4日，無綫電視）
- 1996年：《鏗鏘集》 〈九七倒數 - 讓我發光芒〉（香港電台）